# Université de Murcie
L'université de  Murcie (Universidad de Murcia en espagnol) est une université publique située à Murcie, en Espagne.

## Présentation
Fondée en 1915, elle accueille environ 38 000 étudiants et est répartie sur trois campus situés dans la ville.

## Personnalités liées à l'université

### Étudiants
- Melibea Obono